# Blender (program)
A Blender egy szabad, nyílt forráskódú, háromdimenziós grafikai program. Felhasználható animációs filmek, vizuális effektek létrehozására, használják művészek, alkalmazható 3D nyomtatásra, interaktív 3D alkalmazások és videojátékok létrehozására. A Blender számos operációs rendszerre elérhető: Microsoft Windowsra, Mac OS X-re, GNU/Linuxra, IRIX-re, Solarisra, NetBSD-re, FreeBSD-re, OpenBSD-re.
A szoftver legújabb verziója (4.4.3) 2025. április 29-én jelent meg.

## Története
A programot eredetileg egy cégen belüli szoftverként fejlesztették a NeoGeo holland animációs stúdióban (nem összetévesztendő a NeoGeo játékkonzollal). A Blender fő fejlesztője Ton Roosendaal volt, aki előzőleg egy Traces nevű ray tracer programot írt Amigára 1989-ben. A Blender nevet a Yello egy száma ihlette. Roosendaal 1998 júniusában megalapította a Not a Number Technologies nevű céget azzal a céllal, hogy a programot továbbfejlessze és terjessze. A program kezdetben shareware volt, egészen 2002-ig, amikor  a cég csődbe ment.
A hitelezők beleegyeztek, hogy a programot kiadják szabad szoftverként, a GNU General Public License alatt, 100 000 € ellenében. 2002. július 18-án Roosendaal pénzgyűjtő akciót indított, hogy összegyűjtse a szükséges összeget adományokból, amely 2002. szeptember 7-én elérte célját, így a Blender forráskódját publikálták. A program jelenleg szabad szoftver és a Blender Alapítvány felügyelete alatt fejlesztik.

### Suzanne

Suzanne

2002 januárjában/februárjában nyilvánvalóvá vált, hogy a NaN nem fog megmaradni, és bezárja kapuit márciusban. Ennek ellenére sikerült összehozniuk még egy utolsó kiadást, a 2.25-öst. A fejlesztők és grafikusok beleraktak egy csimpánz objektumot, egyfajta személyes jegyként. Az objektumot Willem-Paul van Overbruggen (SLiD3) készítette, aki Suzanne-nak nevezte el a Jay és Néma Bob című film orangutánja után.
Suzanne a Blender alternatívája az elterjedtebb tesztmodellekre, mint például a utahi teáscsésze, és csupán 507 poligonból áll. Gyakran használják anyagok, textúrák és fénybeállítások tesztelésére. A legnagyobb Blender verseny győzteseinek járó díjat Suzanne-díjnak hívják.

## Tulajdonságok
A Blender viszonylag kevés helyet foglal el és számos platformon elérhető. Bár gyakran dokumentáció és példafájlok nélkül terjesztik, a program a felsőkategóriájú modellező szoftverek számos tulajdonságával rendelkezik, többek között:
- Poligonális testek, gyors felosztás alapú modellezés, Bézier görbék, NURBS-felületek, metaball, digitális faragás és betűképek támogatása
- Sokoldalú beépített renderelő és külső renderelők támogatása; kiváló integráció a YafRay ray tracerrel
- Keyframe-alapú animációs eszközök, például inverz kinematika, váz, görbe és rács alapú deformáció, nemlineáris animáció, megszorítások, csúcssúlyozás, folyadékok, szilárdtestek (a Bullet könyvtár segítségével), részecske alapú haj és részecskerendszer ütközésvizsgálattal
- Módosítók
- Python szkriptnyelv támogatása bővítmények készítéséhez, más formátumok támogatásához (pl. OBJ, FBX, DXF, COLLADA) és automatizáláshoz
- Alapképességű nemlineáris audio-video szerkesztés és kompozíció
- Game Blender, egy alprojekt interaktív tulajdonságokkal, például ütközésvizsgálat, fizikai motor és programozható logika. A Game Blender segítségével lehetőség van önálló, valós idejű alkalmazások készítésére.
- A renderelő futószalagba integrált csomópont alapú kompozíciós rendszer

### Felhasználói felület
A Blender a 2.8-as frissítés (amely felhasználóbarátabbá tette) előtt hírhedt volt arról, hogy nehéz megtanulni, mert a felülete első látásra nem egyértelmű és eltér a legtöbb kereskedelmi modellezőtől. A programban majdnem minden funkciónak van billentyűkombinációja, és mivel a funkciók száma nagy, egy billentyűre több is jut. Amióta a Blender szabad szoftver, nagyobb figyelem fordult átfogó környezetfüggő menük létrehozására és a felület egyszerűsítésére és logikusabbá tételére.
A Blender felhasználói felülete az alábbi elveket követi:
Szerkesztési módokA két alapvető mód az objektum mód és a szerkesztés mód, amelyek között a tab billentyűvel lehet váltani. Az objektum módban az egyes objektumokat lehet egy egységként manipulálni, míg szerkesztés módban magát az objektumot lehet szerkeszteni. Például objektum módban egy egész testet lehet mozgatni, méretezni és forgatni, míg szerkesztés módban a test egyes csúcsait. Ezen kívül létezik számos más mód, mint például csúcsfestés, súlyfestés és faragás mód.
BillentyűkombinációkA parancsok többsége elérhető billentyűkombinációkkal is. A 2.x és főleg 2.3x verziók előtt ez volt tulajdonképpen az egyetlen módja a parancsok kiadásának, és ez volt lényegében a Blender rossz hírnevének a forrása. Az újabb verzióknak átfogó grafikus menüi vannak.
Numerikus bemenetA numerikus gombokat lehet egérrel húzni, ezzel időt és helyet spórolva. A ctr és shift billentyűk lenyomásával lépésenként változnak az értékek, továbbá lehetőség van matematikai képletekkel megadni az értékeket, Python kifejezések beírásával.
Munkaterület kezeléseA Blender kezelőfelülete egy vagy több képernyőből áll, melyek részekre bonthatók, és mindegyik rész lehet bármilyen típusú a Blender nézetei és ablaktípusai közül. Mindegyik ablak kezelőfelületének elemei ugyanazokkal az eszközökkel manipulálhatók, mint a 3D nézet – például nagyítani és kicsinyíteni ugyanúgy lehet, mint a 3D nézetben. A kezelőfelület teljes egészében testre szabható, egyes feladatokhoz elrejthetők azok az eszközök, amelyekre nincs szükség.

### Fájlformátum
A Blender egy saját fájlrendszert használ, ami több jelenetet egy ".blend" fájlba tud csomagolni.
- Minden ".blend" fájl előre- és hátrafele kompatibilis és platformfüggetlen, ezért használható könyvtárként tartalommegosztáshoz.
- A program időnként menthet pillanatképeket, hogy elszállás esetén könnyen visszaállítható legyen a munka.
- Az összes jelenet, objektum, anyag, textúra, hang, kép és effektus ami szükséges egy animációhoz egy fájlban tárolható.
- A felület testreszabása is megmarad, így betöltésnél pontosan ugyanúgy néz ki mint mentésnél. Egy fájl beállítható alapértelmezettként, így a program minden indításakor betöltődik.

A ".blend" fájlformátum lényegében a program memóriatartalmának közvetlen lementése, ezért nagyon nehéz konvertálni más formátumokba külső eszközökkel, de tucatnyi importáló és exportáló eszköz létezik, amely a programon belül fut, lehetővé téve más programokkal való együttműködést.
A Blender a különböző adatokat adatblokkokba rendezi, amelyeknek típusa van, például Object, Mesh, Lamp, Scene, Material, Image stb. Egy objektum többféle adatblokkból áll, pl. egy poligontestnek van legalább Object és Mesh adatblokkja, és általában Material blokkja is. Az adatblokkok hivatkozhatnak egymásra, pl. több Object blokk hivatkozhat ugyanarra a Mesh blokkra, ekkor az objektumnak több azonos másolata lesz és ezek egyszerre szerkeszthetőek. A hivatkozásokat kézzel is lehet szerkeszteni, és lehet hivatkozni másik .blend fájlban lévő adatra is.

## Összehasonlítás más 3D programokkal
A Blender képességei számában és minőségében hasonló a kereskedelmi forgalomban kapható, zárt forráskódú felső- és középkategóriás programokkal. Vannak területei, amelyekben le van maradva, pl. betűtípus előnézet hiánya, NGon alapú modellezés hiánya és néhány hiányzó vagy félkész eszköz, ugyanakkor más területeken kiemelkedő tulajdonságokkal rendelkezik, ilyenek például az UV kicsomagolásnál alkalmazott fejlett algoritmusok.
A Blendernek sokáig nem volt naprakész és átfogó dokumentációja (mivel eredetileg házon belüli program volt), a 2006-os Blender Summer of Documentation projekt és a 2007 júniusában megjelent "Essential Blender" könyv, amelyet a Blender Alapítvány adott ki, sokat segített ezen. Ezen kívül a Blender Alapítványtól független kiadók is adtak már ki számos könyvet.
A Blender telepítője csupán 200 MB és a program csak 450 MB-ot foglal telepítés után, ami töredéke a professzionális, kereskedelmi forgalomban kapható 3D szoftvereknek. Ennek köszönhetően a program könnyen letölthető (bár néhány könyv CD melléklete is tartalmazza).

## Fejlesztés
A forrás megnyitása óta a fejlesztők jelentősen átírták a kódot és számtalan új funkciót vezettek be.
A Blender Fejlesztési Alap adományokkal segíti a fejlesztőket, hogy teljes állásban dolgozhassanak a projekten. Több száz magánember mellett olyan nagy cégek is támogatják, mint az Epic Games, a Microsoft, az Nvidia, a Facebook, a Unity vagy az Ubisoft. A közösségi fejlesztés módja és nyílt forráskódú jellege biztosítja, hogy a Blendert ne lehessen megvenni, hiszen ha az alapítvány a közösségnek nem tetsző módon fejlesztené, akkor is bárki letöltheti a teljes forráskódot és a saját igényeinek megfelelően folytathatja, közzéteheti vagy akár eladhatja; teljesen legálisan.
A friss újítások közé tartozik az animációs rendszer frissítése; verem alapú módosító rendszer; frissített részecske rendszer (amit haj és szőrzet szimulálására is lehet használni); folyadékfizika; lágy test fizika; GLSL shader támogatás a játékmotorban; továbbfejlesztett UV kicsomagolás; teljesen átírt render futószalag, különálló menetekkel és textúrára rendereléssel; csomópont alapú anyagszerkesztés és kompozíció.
Ezeknek egy része a Google Summer of Code programjának köszönhető, amelyben a Blender Alapítvány részt vett 2005-ben, 2006-ban, 2007-ben és 2008-ban.
A változások teljes és részletes története megtalálható a kiadási naplókban.

## Támogatás
2019-ben több mint 10 millióan töltötték le a szoftvert. Ez a világméretű felhasználói bázis alkotja a támogatás alapját. A felhasználók többsége a közösség által készített tutorialok és a fórumok (pl. Blender Artists) segítségével tanulja meg a program kezelését. A tanulás egy másik módja a már elkészült modellek letöltése olyan oldalakról, mint például a Hivatalos Blender Modell Tárház, majd ezek tanulmányozása.
Számos más oldal létezik, például az ingyenesen letölthető Blenderart magazin és a Blendernation, amely minden Blenderhez kapcsolódó témában nyújt információt, új technológiákat és fejlesztéseket mutat be, és tutorialokat és ismertetőket készít.
A Blender Alapítványhoz tartozó Blender Animációs Stúdió 2014-ben indította a Blender Cloud szolgáltatást, ahol egy havidíjért több száz órányi online kurzus és több ezer Blenderrel vagy Blenderhez készült filmrészlet és textúrafájl érhető el.

## Használata a filmiparban
A Blender kezdetben egy házon belüli eszköz volt a NeoGeo animációs cégnél.
Az első nagy professzionális projekt, amelyben a Blender ingyenes változatát használták a Pókember 2 című film volt, ahol elsősorban a képes forgatókönyvhöz készítettek vele animációkat és képeket.
A Friday or Another Day című film volt az első 35 mm-es film, amelyben a Blendert használták az összes speciális effekthez, GNU/Linux számítógépeken. A film díjat nyert a Locarnói Nemzetközi Filmfesztiválon. A speciális effekteket a belga Digital Graphics Archiválva 2011. február 27-i dátummal a Wayback Machine-ben cég készítette.
A Blendert a History Channel műsorainak készítésekor is használták, más professzionális 3D programokkal együtt.

### Elephants Dream/Project Orange
2005 szeptemberében, a legjelentősebb Blender grafikusok és fejlesztők egy része elindította az Orange Movie Project nevű kezdeményezést, aminek célja egy rövidfilm elkészítése elsődlegesen szabad szoftverekkel. A film ami a kezdeményezésből született az Elephants Dream címet kapta, és 2006 március 24-én debütált. A film sikerének köszönhetően A Blender Alapítvány megalapította a Blender Institue-ot és két projektet jelentett be: Project Peach (egy "szőrös és vicces" rövid animációs film) és Project Apricot (egy nyílt játék a CrystalSpace motor fejlesztőivel közösen, ami a Project Peach során elkészült anyag egy részét felhasználja).

### Plumíferos
A Plumíferos egy animációs mozifilm, amit az argentin Manos Digitales animációs stúdió készít, teljes egészében Blenderben. A film előzeteseit a 2005-ös és 2006-os Blender Konferenciákon is bemutatták (Google Video link).

### Big Buck Bunny/Project Peach
2007 október 1-jén egy új csapat kezdte meg a munkát a második nyílt projekten, ami a Peach (Barack) nevet kapta, és a Big Buck Bunny című rövidfilm elkészítése volt a célja. Ezúttal a koncepció teljesen más volt. Az Elephants Dream mély és misztikus stílusa helyett a hivatalos oldal szerint "viccesebbek és szőrösebbek" a dolgok. A film 2008. április 10-én debütált.

### Yo Frankie!/Project Apricot
Az Apricot (Kajszibarack) projekt célja egy játék elkészítése a Peach film szereplőivel és világában. A játék címe Yo Frankie! lesz. A projekt 2008. február 1-jén indult és a fejlesztés 2008. július végén fejeződött be. A kész terméket augusztusra várták de végül december 9-én adták ki. A játékot szabad szoftverrel készítették, a forrást GPL vagy LGPL, az artwork-öt Creative Commons alatt adták ki.

### En Passant
Animációs musical, 15 perc. Alkotók: Chris Burton, Leeran Raphaely. A legjobb animációs filmzene és a legjobb dal díja: Jerry Goldsmith Awards 2013 (Spanyolország).
- An animated musical

## Művészek, akik a Blendert használják
Jelentős művészek, akik a Blendert használják elsődleges vagy egyetlen eszközként:
- Andreas Goralczyk (@ndy) Archiválva 2020. szeptember 17-i dátummal a Wayback Machine-ben Két egymásutáni Suzanne-díj nyertese (2003 – Legjobb Animáció, 2004 – Legjobb Állókép)
- Stefano Selleri (S68) (Suzanne-díj 2003 – Legjobb Állókép)
- Bassam Kurdali (slikdigit) (Suzanne-díj 2004 – Legjobb Animáció)
- Bastian Salmela (basse)
- Baráth Endre (endi)
- Jean-Sébastien Guillemette (Ecks, előtte X-WARRIOR)
- Robert Tiess (RobertT)

## Fordítás
- Ez a szócikk részben vagy egészben a Blender (software) című angol Wikipédia-szócikk ezen változatának fordításán alapul.  Az eredeti cikk szerkesztőit annak laptörténete sorolja fel. Ez a jelzés csupán a megfogalmazás eredetét és a szerzői jogokat jelzi, nem szolgál a cikkben szereplő információk forrásmegjelöléseként.